# 마이크 틴들
마이클 제임스 "마이크" 틴들(영어: Michael James "Mike" Tindall)은 잉글랜드의 럭비 유니언 선수이다. 현역 시절 바스와 글로스터에서 활약하였다. 또한 2003년 럭비 월드컵에서 잉글랜드 국가대표팀의 일원으로 참가하여 우승하였다.
승마 선수인 마크 필립스와 프린세스 로열 앤의 딸 자라 필립스와 혼인하여 1남 2녀를 두었다.